# Instituto Tecnológico de Oaxaca
El Instituto Tecnológico de Oaxaca (ITO) es una institución pública de educación superior localizada en Oaxaca de Juárez, Oaxaca, México. Imparte nueve carreras a nivel licenciatura y dos a nivel posgrado en las áreas de ciencias sociales y administrativas, e ingeniería. Forma parte de la Dirección General de Educación Superior Tecnológica (DGEST), de la Secretaría de Educación Pública de México. Fue creado el 18 de abril de 1968.

## Ubicación
El instituto se encuentra ubicado en un predio a las orillas de la Ciudad de Oaxaca en Avenida Ing. Víctor Bravo Ahuja No. 125 Esquina Calzada Tecnológico, C.P. 68030 

## Programas académicos

### Carreras a nivel licenciatura

#### Licenciatura en administración (Acreditada)
El campo profesional para los egresados de la carrera de Licenciatura en Administración es vasto y polivalente, ya que pueden prestar sus servicios en cualquier organización productiva de bienes y servicios, tanto del sector privado como del sector público. De igual forma, los profesionales de la administración estarán capacitados para generar y emprender proyectos empresariales propios, o para coadyuvar en la creación de nuevas organizaciones productivas cuyas iniciativas se generen en su ámbito socioeconómico.

#### Ingeniería Civil
Edificación. Unidades habitacionales, centros comerciales, centros de salud, unidades deportivas, naves industriales entre otros. Vías de Comunicación. Carreteras, transportes urbanos y metropolitanos, aeropuertos, puertos, helipuertos entre otros. Hidráulica. Presas, obras de riego, abastecimiento de agua potable, drenaje y alcantarillado, obras de defensa y otras.

#### Ingeniería en Gestión Empresarial
Los egresados de la ingeniería en Gestión Empresarial tienen la posibilidad de desarrollarse en la industria  manufacturera, micro y pequeñas empresas, instituciones del sector público, organizaciones no gubernamentales, empresas de servicios, empresas especializadas en servicios de asesoría, consultoría y outsourcing, instituciones educativas, centros de investigación en áreas de capital humano.

#### Ingeniería Electrónica (Acreditada)
El Ingeniero Electrónico es un profesional que puede incorporarse tanto a instituciones públicas como privadas, tanto en empresas que manejan tecnología de punta, como en aquellas cuyo nivel tecnológico sea incipiente; asimismo, puede desempeñarse en distintas áreas de aplicación como: Telecomunicaciones, bioelectrónica y computación entre otras.

#### Ingeniería Eléctrica (Acreditada)
Entre el campo de trabajo se encuentran: instalaciones eléctricas industriales, instalaciones eléctricas en grandes edificios e industrias, micro, pequeñas y medianas empresas de servicio y mantenimiento industrial donde se producen entre otros artículos: conductores electrodomésticos, pilas, baterías, transformadores, motores y generadores; así mismo puede ser emprendedor creando su propio negocio.

#### Ingeniería Industrial
El ingeniero industrial es un profesional que puede incorporarse a instituciones públicas o privadas; tanto a empresas que utilicen tecnología de punta en este campo como a aquellas cuyo nivel tecnológico sea incipiente; asimismo, puede desempeñarse en diversas áreas de aplicación de la ingeniería industrial, ya sea en micro, pequeñas, medianas o en grandes empresas.

#### Ingeniería Mecánica (Acreditada)
Cuenta con un amplio campo de acción en toda organización de trabajo que requiera el servicio de mantenimiento de sistemas mecánicos y eléctricos, así como en la industria de manufactura automatizada donde puede emplear sus conocimientos en las áreas de diseño de sistemas, planeación y ejecución de programas de mantenimiento y en el diseño y operación de procesos de producción.

#### Ingeniería Química (Acreditada)
Puede integrase con éxito a empresas públicas o privadas, laboratorios de investigación, industrias extractivas, de transformación y de procesos químicos según su perfil.
La formación académica de esta carrera está regida por el Departamento de Ingeniería Química y Bioquímica.

#### Ingeniería en Sistemas Computacionales (Acreditada)
El campo profesional para los egresados de la carrera Ingeniería en Sistemas Computacionales es múltiple y variado, ya que pueden prestar sus servicios en diversas áreas de aplicación en cualquier organización de bienes y servicios, tanto en el sector privado como en el sector público. Un Ingeniero en Sistemas tiene la capacidad de desarrollar software y páginas web, así como también la instalación de redes computacionales.

Anteriormente también se ofrecía la carrera de Licenciatura en Informática, la cual se ha suprimido de los programas académicos debido a las exigencias de la D.G.E.T.i.  A partir del 2010 se integra la Ingeniería en Sistemas Computacionales como parte de la mejora continua cubriendo así la demanda creciente de los estudiantes por continuar su educación superior.

### Postgrados

#### Maestría en Docencia
Formar personal académico de alto nivel, capaz de reflexionar críticamente sobre su práctica docente, reconociendo las implicaciones teóricas, prácticas y metodológicas de la educación para lograr la mejora continua del proceso educativo.

#### Maestría en Construcción
Dar respuesta a las necesidades de formación y actualización profesional en el área de la construcción de obras de infraestructura física para el desarrollo socioeconómico de las comunidades, así como de los servicios relacionados con las mismas. Se contempla además como una propuesta de formación a nivel posgrado de los egresados de las Licenciaturas afines a la construcción y dar respuestas a sus necesidades de actualización profesional que permitan generar proyectos de innovación tecnológica relacionados con el ámbito de la construcción.

#### Maestría en Ciencias de Desarrollo Regional y Tecnológico
Fomentar profesionistas de alta calidad académica con los conocimientos, competencias y habilidades que le permitan participar en procesos de investigación científica básica y tecnológica, para alcanzar el desarrollo en los ámbitos regionales, sectoriales o de una unidad específica de producción.
El programa de Maestría en Ciencias en Desarrollo Regional y Tecnológico es el más importante del sureste del país y reconocido a nivel nacional, considerando infraestructura, productividad y calidad de los estudios que se realizan; tiene entre sus objetivos, cubrir la demanda social de formación de investigadores en la disciplina del desarrollo regional y tecnológico, como alternativas de educación de posgrado de alto nivel para egresados de carreras relacionadas con el desarrollo regional y tecnológico del país.

#### Maestría en Administración y Gestión de negocios
Formar capital humano con alta capacidad creativa, innovadora y dominio de conocimientos en administración estratégica, técnicas y desarrollo de habilidades administrativas actuales, que le permita tomar decisiones en forma oportuna y eficaz, en su ámbito laboral.

#### Doctorado en Ciencias de Desarrollo Regional y Tecnológico
Formar investigadores de alto nivel académico; con reconocimiento, competencias y habilidades , que les permitan generar conocimientos científicos y tecnológicos para que se constituyan en gestores del desarrollo regional.

## Reconocimiento Nacional
Actualmente el Instituto Tecnológico de Oaxaca es reconocido como una de las mejores Universidades Públicas del Estado de Oaxaca, por sus logros y reconocimientos a nivel nacional.
- Datos: Q11683330
- Multimedia: Instituto Tecnológico de Oaxaca / Q11683330